# Laboulbeniaceae
Laboulbeniaceae es una familia de hongos en el orden Laboulbeniales. Esta familia posee una distribución amplia, y parasitan a varios órdenes de insectos.

## Géneros
- Acallomyces Thaxt.
- Acompsomyces  Thaxt.
- Acrogynomyces  Thaxt.
- Amorphomyces  Thaxt.
- Amphimyces  Thaxt.
- Apatelomyces Thaxt.
- Apatomyces  Thaxt.
- Aphanandromyces  W.Rossi
- Aporomyces  Thaxt.
- Arthrorhynchus  Kolen.
- Asaphomyces  Thaxt.
- Autophagomyces  Thaxt.
- Balazusia  R.K. Benj.
- Benjaminiomyces  I.I.Tav.
- Blasticomyces  I.I.Tav.
- Botryandromyces  I.I.Tav. & T. Majewski
- Camptomyces  Thaxt.
- Cantharomyces  Thaxt.
- Capillistichus  Santam.
- Carpophoromyces  Thaxt.
- Chaetarthriomyces  Thaxt.
- Chaetomyces  Thaxt.
- Chitonomyces  Peyronel
- Clematomyces  Thaxt.
- Clonophoromyces  Thaxt.
- Columnomyces  R.K.Benj.
- Compsomyces  Thaxt.
- Coreomyces  Thaxt.
- Corethromyces  Thaxt.
- Corylophomyces  R.K.Benj.
- Cryptandromyces  Thaxt.
- Cucujomyces  Speg.
- Cupulomyces  R.K.Benj.
- Dermapteromyces  Thaxt.
- Diandromyces  Thaxt.
- Diaphoromyces  Thaxt.
- Diclonomyces  Thaxt.
- Dimeromyces  Thaxt.
- Dimorphomyces  Thaxt.
- Dioicomyces  Thaxt.
- Diphymyces  I.I.Tav.
- Diplomyces  Thaxt. (posición incierta)
- Diplopodomyces  W.Rossi & Balazuc
- Dipodomyces  Thaxt.
- Distolomyces  Thaxt.
- Dixomyces  I.I.Tav.
- Ecteinomyces  Thaxt.
- Enarthromyces  Thaxt.
- Eucantharomyces  Thaxt.
- Euhaplomyces  Thaxt.
- Eumisgomyces  Speg.
- Eumonoicomyces  Thaxt.
- Euphoriomyces  Thaxt.
- Fanniomyces  Maj.
- Filariomyces  Shanor
- Gloeandromyces  Thaxt.
- Haplomyces Thaxt.
- Hesperomyces  Thaxt.
- Histeridomyces  Thaxt.
- Homaromyces  R.K.Benj.
- Hydraeomyces  Thaxt.
- Hydrophilomyces  Thaxt.
- Idiomyces  Thaxt.
- Ilyomyces  F.Picard
- Ilytheomyces  Thaxt.
- Kainomyces  Thaxt.
- Kleidiomyces  Thaxt.
- Kruphaiomyces  Thaxt.
- Kyphomyces  I.I.Tav.
- Laboulbenia  Mont. & C.P.Robin
- Limnaiomyces  Thaxt.
- Majewskia  Y.-B.Lee & Sugiyama
- Meionomyces  Thaxt.
- Microsomyces  Thaxt.
- Mimeomyces  Thaxt.
- Misgomyces  Thaxt.
- Monandromyces  R.K.Benj.
- Monoicomyces  Thaxt.
- Nanomyces  Thaxt.
- Neohaplomyces  R.K.Benj.
- Nycteromyces  Thaxt.
- Ormomyces  I.I.Tav.
- Osoriomyces  Terada
- Parvomyces  Santam.
- Peyerimhoffiella  Maire
- Peyritschiella  Thaxt.
- Phalacrichomyces  R.K.Benjamin
- Phaulomyces  Thaxt.
- Picardella  I.I.Tav.
- Polyandromyces  Thaxt.
- Polyascomyces  Thaxt.
- Porophoromyces  Thaxt.
- Prolixandromyces  R.K.Benj.
- Pselaphidomyces  Speg.
- Rhachomyces  Thaxt.
- Rhipidiomyces  Thaxt.
- Rhizomyces  Thaxt.
- Rhizopodomyces  Thaxt.
- Rickia  Cavara
- Rossiomyces  R.K.Benj.
- Sandersoniomyces  R.K.Benj.
- Scalenomyces  I.I.Tav.
- Scaphidiomyces  Thaxt.
- Scelophoromyces  Thaxt.
- Scepastocarpus  Santam.
- Siemaszkoa  I.I.Tav. & Maj.
- Smeringomyces  Thaxt.
- Sphaleromyces  Thaxt.
- Stemmatomyces  Thaxt.
- Stichomyces  Thaxt.
- Stigmatomyces  H.Karst.
- Sugiyamaemyces  I.Tavares & Balazuc
- Symplectromyces  Thaxt.
- Sympodomyces  R.K.Benj.
- Synandromyces  Thaxt.
- Tavaresiella  T.Majewski
- Teratomyces  Thaxt.
- Tetrandromyces  Thaxt.
- Trenomyces  Chatton & F.Picard
- Triainomyces  W. Rossi & A.Weir
- Triceromyces  T.Majewski
- Trochoideomyces  Thaxt.
- Troglomyces  S.Colla
- Zeugandromyces Thaxt.
- Zodiomyces  Thaxt.